# Supercopa do Brasil de Futsal de 2020
A Supercopa do Brasil de Futsal de 2020 foi a quinta edição do torneio nacional que reúne os campeões da Liga Nacional de Futsal, da Taça Brasil de Futsal, e da Copa do Brasil de Futsal. O campeão da competição garantiu vaga na CONMEBOL Libertadores de Futsal de 2020.
A competição deveria acontecer em março, porém foi adiada devido à pandemia de COVID-19 no Brasil. No entanto, o presidente da Confederação Brasileira de Futsal (CBFS) garantiu que a competição estaria mantida, e acabou sendo realizada entre 27 e 29 de novembro, no ginásio do Caldeirão do Galo, em Erechim.
O Corinthians sagrou-se campeão após derrotar a equipe do Pato Futsal nos pênaltis por 5-4 após empate em 1-1 no tempo normal.

## Equipes classificadas
| Estado            | Equipe      | Classificação                               |
| ----------------- | ----------- | ------------------------------------------- |
| Paraná            | Pato Futsal | Campeão da LNF 2019                         |
| Rio Grande do Sul | Atlântico   | Campeão da Taça Brasil de Futsal de 2019    |
| São Paulo         | Corinthians | Campeão da Copa do Brasil de Futsal de 2019 |

## Resultados

### Final
| 29 de novembro de 2020 | Corinthians     | 1 (5) – 1 (4) | Pato Futsal | Ginásio do CER Atlântico, Erechim |
| 13:00                  | Jackson Samurai | Relatório     | Thiaguinho  |                                   |

### Campeão
| Supercopa do Brasil de Futsal 2020 |
| São Paulo                          |
| ---------------------------------- |
| Corinthians Campeão (2º título)    |